# Comuna din Baku
Cei 26 de comisari din Baku au fost membrii bolșevici și Eserii de Stânga) al sovietului Comunei din Baku. Comuna a fost stabilită în orașul Baku (atunci capitala statului independent azer). 
Comuna, condusă de Stepan Gevorgi Șahumian, a existat până pe 26 iulie 1918, când bolșevicii au fost alungași de la putere de o coaliție a dașnakilor, Eserilor de Dreapta și a menșevicilor.  După ce au pierdut puterea, comisarii din Baku au încercat să părăsească regiunea, dar au fost capturați de autoritățile Dictaturii Centrocaspice și au fost întemnițați. Istoriografia sovietică afirmă că, pe 14 septembrie 1918, în timpul Bătăliei de la Baku, soldații Armatei Roșii au cucerit închisoarea, i-au eliberat pe comisari și i-au trimis pe calea apelor spre Krasnovodsk. Aici, ei au fost arestați de autoritățile locale și, în noaptea de 20 septembrie 1918, au fost  executați prin împușcare între stațiile de cale ferată Pereval și Ahcia-Kuima. 

## Comuna din  Baku
Comuna din Baku a fost o entitate politică efemeră, care a existat între 13 aprilie și 25 iulie 1918. Comuna a cucerit puterea după o confruntare sângeroasă cu populația musulmană din Baku  în ceea ce avea să devină cunoscut ca Masacrul din Martie. De-a lungul perioadei de existent, Comuna a trebuit să facă față mai multor probleme precum criza alimentară și amenințarea armatei Imperiul Otoman Imperiului Otoman, care viza cucerirea capitalei Baku. În ciuda condițiilor grele, Comuna a reușit să facă o serie de reforme sociale.  Naționalizarea promovată de comisari a fost un proces simplu, ei preluând proprietatea privată prin mijloace militare, bazându-și acțiunile pe cuvintele lui Lenin, care afirmase că în timpul revoluției nu există legi (vedeți și: Dictatura proletariatului). Victor Serge descria astfel evenimentele din acea perioadă:
| “ | În mai, iunie și iulie, locuitorilor li s-au putut da numai rațiile minime de nuci și de semințe de floarea-soarelui. Cantitățile mici de semințe de porumb, pe care sovietul a reușit să le aducă pe mare, au fost rezervate pentru trupe. Au fost întreprinse încercări de la rechiziții de către mica Armată Roșie din Baku, un corp indisciplinat, prost condus, compus în cea mai mare parte din armeni, care au fost străini de spiritul revoluționar al proletariatului. Aceștia s-au dedat la excese și au jefuit țăranii musulmani, provocând nemulțumiri în rândul lor. | ” |

Pe 5 iunie, Armata Roșie din Baku a reușit să respingă o forță otomană net superioară, dar tentativa de contraatac de la Gandja, unde se afla statul major al Armatei Otomane a Islamului, a fost respinsă de turci.
Acesta a fost momentul ales de Federația Revoluționară Armeană, Eserii de Dreapta și menșevici să înceapă negocierile cu generalul britanic  Dunsterville, comandantul trupelor Regatului Unit din Persia. Britanicii au fost rugați să intre în Baku, pe care să-l apere de un al doilea atac otoman.  Bolșevicii și aliații lor de stânga s-au opus chemării britanicilor, dar pe 25 iulie, majoritatea sovietului local a votat în favoarea venirii englezilor. Bolșevicii au demisionat din funcțiile deținute. 
Liderii Comunei din Baku au fost arestați și închiși pentru participarea la formarea unor formațiuni militare ilegale, pentru jafuri armate, în mod special pentru crimele petrecute în timpul Masacrului din Martie. Comuna a fost înlocuită de Dictatura Centrocaspică. 
Spre deosebire de ceea ce s-a întâmplat în alte regiuni unde au ajuns la putere, bolșevicii din Baku nu s-au dedat la execuții în masă. CEKA din Baku a executat doar două persoane, membri ai sovietului acuzați de nereguli financiare – comisarul pentru finanțe  Alexandr Kireev și comisarul vaporului Meve, Serghei Pokrovskii.

## Execuțiile

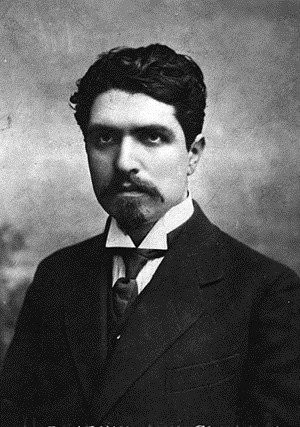
Stepan Gevorgi Șahumian, liderul comisarilor

### Versiunea oficială sovietică
După căderea sovietului din Baku în iulie 1918, liderii sovietici locali și o parte a trupelor roșii au încercat să ajungă la Astrahan, unicul port de la Marea Caspică care se mai afla încă în mâinile bolșevicilor. Vasul lor a fost interceptat de vapoarele militare ale Flotei Caspice și, după un bombardament de o oră, bolșevicii s-au predate și s-au retras la Baku. Cei mai mulși bolșevici au fost arestași și au rămas închiși până când un comando condus de Anastas Mikoian i-a eliberat.
Shahumyan, Dzhaparidze, Azizbekov,  Mikoyan și comandanții bolșevici s-au îmbarcat pe vasul Turkmen, dorind să ajungă la Astrahan.  La Krasnovodsk, comisarii au fost arestați de comandantul local, care a cerut instrucțiuni de la Sovietul  din Așkhabad, condus de eserul Fiodor Funtikov. La trei zile de la arestare, generalul britanic  Wilfrid Malleson a propus prin intermediul ofițerului de legătură englez de la Așhabad, căpitanul Reginald Teague-Jones, să ceară predarea comisarilor în mâinile forțelor REgatului Unit, care urma să îi folosească pe post de monedă de schimb, pentru eliberarea cetățenilor britanici ținuți prizonieri de sovietici. În aceeași zi, Teague-Jones a luat legătura cu autoritățile de la Așhabad, care discutau situația comisarilor. Dintr-un motiv necunoscut, Teague-Jones nu a transmis propunerea lui Malleson, afirmând că fusese luată deja o decizie . Mai mult, el a afirmat că a aflat doar a doua zi despre faptul că cei 26 urmau să fie executați. Istoricul Richard H. Ullman, Teague-Jones ar fi putut opri execuțiile cu ușurință, dat fiind faptul ca autoritățile din Așhabad erau dependente de sprijinul britanic și nu puteau refuza cererea unui aliat puternic, dar nu a întrerprins nicio acșiune în acest sens.
În noaptea de 20 septembrie, la trei zile după ce au fost arestați, cei 26 de comisari au fost executați prin împușcare între stațiile de cale ferată Pereval și Ahcia-Kuima ale căii ferate transcaspice. Este neclar cum a reușit să supraviețuiască Anastas Mikoyan, care făcea parte din grup, și de ce i-a fost cruțată viața. În 1922, V. Chaikin, un ziarist eser, a publicat o descriere a momentelor care au precedat execuția.
| “ | În jurul orei 6 dimineața [după cum relatează un martor], celor 26 comisari li s-a comunicat încă atunci când erau în tren ce soartă care îi așteaptă. Ei au fost scoși afară în grupuri de opt sau nouă oameni. Ei erau în mod evident șocați și au păstrat o liniște tensionată. Un marinar a strigat: „Nu mi-e frică, mor pentru libertate”. Unul dintre călăi a replicat: „Și noi vom muri pentru libertate mai devreme sau mai târziu, dar în alt fel decât voi”. Primul grup de comisari, condus de la tren în semîntuneric, a fost doborât cu o singură salvă. Al doilea grup a încercat să fugă, dar a fost secerat după câteva salve. Al treilea grup s-a resemnat cu soarta sa… | ” |

### Versiunea alternativă
În timpul evacuării orașului Baku, în condițiile în care forțele otomane se aflau în ofensivă, bolșevicul Anastas Mikoian a recurs la amenințări pentru ca să obțină custodia membrilor Comunei, aceștia urmând să fie cercetați și judecați la Astrahan, unde se îndreptau toate forțele evacuate. Pe timpul deplasării cu vaporul spre Astrahan, oraș aflat sub controlul „roșiilor”, marinarii și ofițerii au hotărât să schimbe ruta spre Petrovsk, controlat de  „albi”. Pe vapor se aflau 600 de refugiați, printre ei și cei 26 de comisari. După ce vaporul a acostat la Petrovsk, ofițerii albi de contrainformații au efectuat un control al actelor, iar Mikoyan a fost arestat pentru port ilegal de armă și s-a trecut la interogarea sa. Șeful statului major al generalului Nikolai Baratov și șef al contraspionajului, generalul Martinov, i-a oferit lui Mikoyan un târg: deconspirarea comisarilor în schimbul salvării vieții. Datorită ajutorului dat de Mikoyan, toți cei 26 de comisari au fost identificați și condamnați la moarte prin împușcare, în vreme ce Mikoyan însuși a fost eliberat după ce a jurat că nu se va mai implica în activități antiguvernamentale.  În memoriile sale, generalul  Alexei Evgenevici Martinov afirmă că: din toți deținuții, el a fost cel mai rău gunoi, ar fi trebuit să ne ocupăm și de el de asemenea, dar mi-am dat cuvântul de ofițer să îi cruț viața…. 

## Impactul execuțiilor

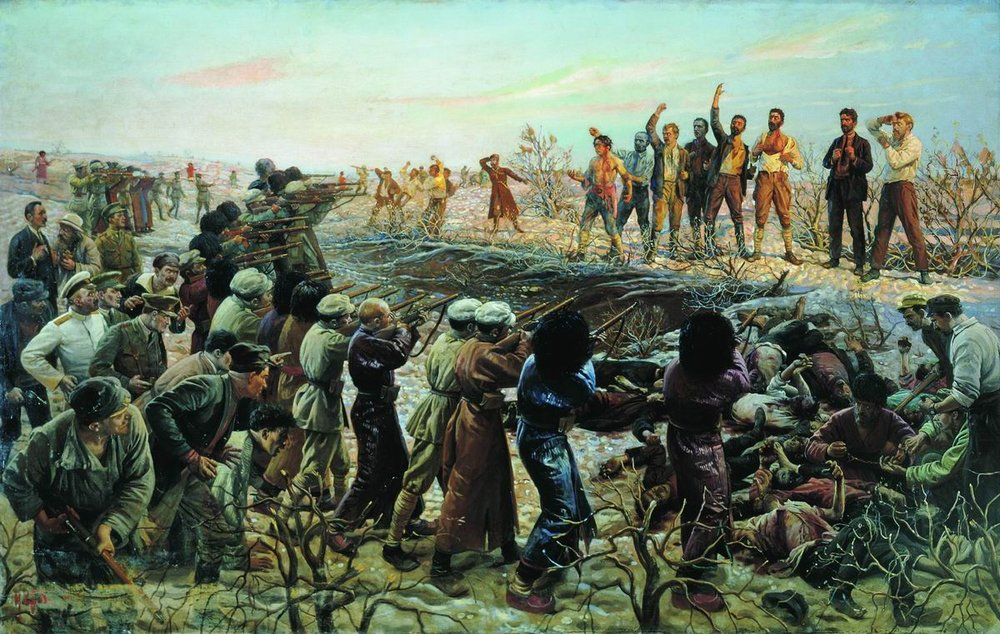
Executarea celor 26 de comisari din Baku, tablou de Isaak Brodski

O serie de oficiali sovietici au învinuit agenții britanici din Baku pentru executarea comisarilor. După ce puterea sovietică a fost ferm stabilită în întreaga regiune caspică Funtikov, șeful Directoratului din Astrahan responsabil pentru execuții, a fost arestat. Funtikov a aruncat toată vina pe britanici, în special asupra lui Teague-Jones care, pretindea el, i-ar fi orodonat să îi ucidă pe comisari. Funtikov a fost judecat și executat la Baku în 1926. Britanicii au negat orice implicare în incident, afirmând că a fost o afacere a oficialilor locali, despre care englezii nu au fost în niciun fel informați. 
Acuzațiile sovietice au dus la înăsprirea relațiilor cu Regatul Unit pentru o lungă perioadă de timp după încheierea Războiului Civil din Rusia. 
Istoriografia sovietică susține că la bordul vasului s-au aflat doi ofițeri britanici, care ar fi cerut echipajului să schimbe direcția spre Krasnovodsk în loc de Astrahan, unde oficialitățile locale conduse de eseri controlați de britanici ar fi cerut arestarea comisarilor. Drama celor 26 de comisari avea să fie mai apoi glorificată de sovietici în filme, picturi, timbre, și monumente publice, precum  memorialul din Baku. În tabloul lui Isaak Brodsky, sunt prezentați în mod eronat ca fiind prezenți la execuții și ofițerii britanici
Pe de altă parte, B. Sennikov afirmă că cei 26 nu au fost împușcați ci decapitați, iar călăul ar fi fost un turkmen .

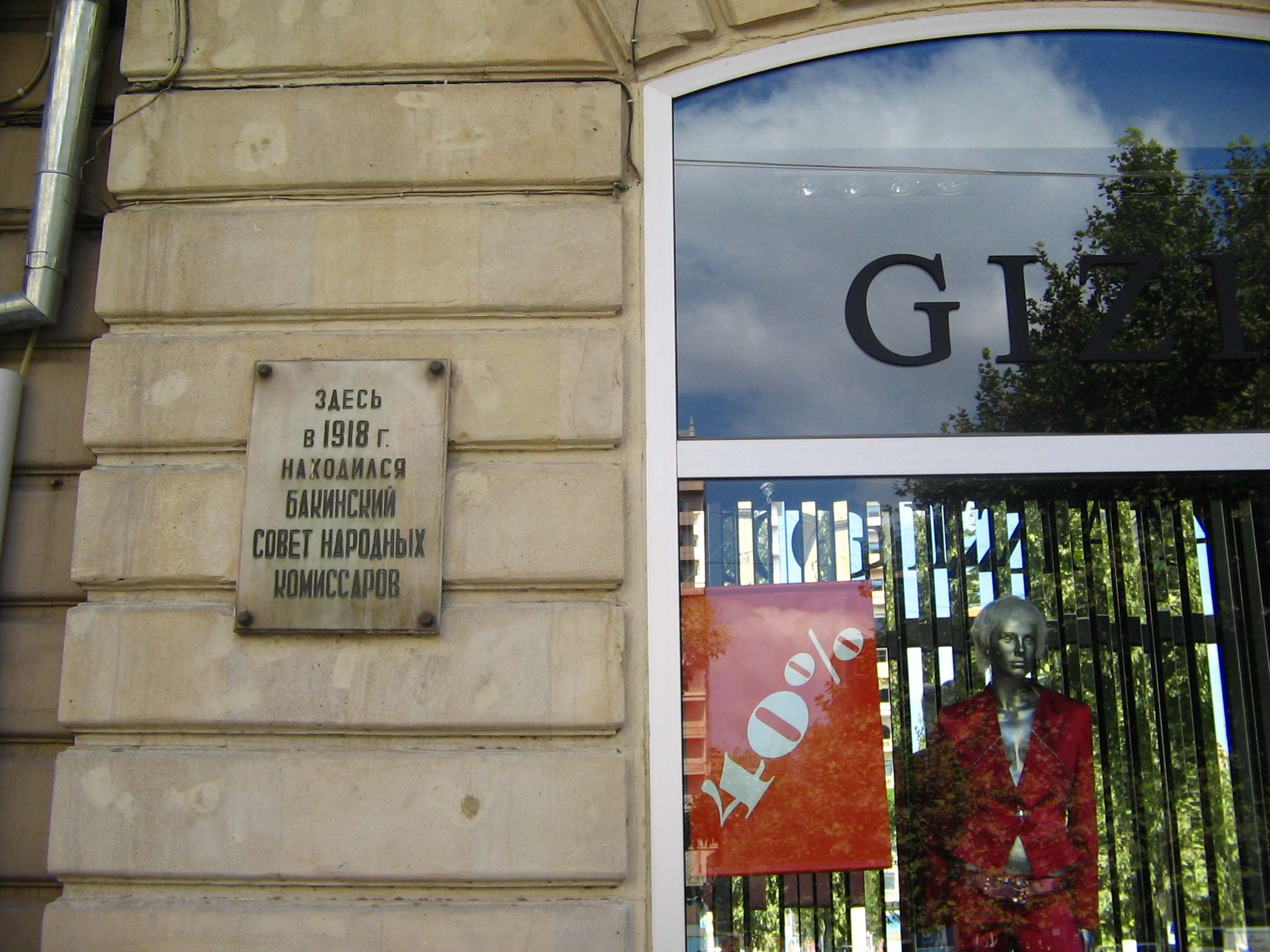
Placă memorială pe clădirea unde a funcționat Comisariatul din Baku

## Comisarii
Cei 26 de comisari nu au avut cu toții calitatea de comisari, nici nu erau cu toții bolșevici. Unii dintre ei erau eseri de stânga, alții dașnaki. Nici din punct de vedere etnic grupul nu era omogen, în rândul lor aflându-se greci, letoni, evrei, ruși, georgieni, armeni și azeri:

- Stepan Gevorgi Șahumian -  Președintele Sovietului Comisarilor Poporului, comisar extraordinary pentru Caucaz;
- Meșadi Azizbekov – comisar al poporului pentru afaceri interne, comisar gubernial pentru Baku;
- Prokofi Djaparidze – președintele comitetului executiv al sovietului din Baku;
- Ivan Fioletov – președintele sovietului economiei naționale;
- Mir-Hasan Vazirov – comisar al poporului pentru agricultură;
- Grigori Korganov – comisar al poporului pentru afaceri militare și navale;
- Iakov Zevin – comisar al poporului pentru muncă;
- Grigori Petrov -  comisarul militar al regiunii Baku din partea Sovnarkom-ului al  RSFS Ruse;
- Ivan Malîghin -  președintele adjunct al Sovietului militar revoluționar al Armatei Caucazului;
- Arsen Amirian – editor șef al ziarului local „Muncitorul” din Baku;
- Meer. Basin – membru al Sovietului militar revoluționar;
- Suren Osepian – editor șef al ziarului „Izvestia” al sovietului din Baku;
- Eigen Berg – marinar;
- Vladimir Poluhin – comisar pentru afacerile militare și navale al RSRS Ruse ;
- Fiodor Solnțev – membru al comisariatului militar;
- Armenak Borian – ziarist;
- Ivan Gabișev – comisar politic al unei brigăzi;
- Mark Koganov – membru al Sovietului militar revoluționar;
- Bagdasar Avakian – comandantul militar al orașului Baku;
- Irakli Metaksa – garda de corp a lui Shahumyan;
- Ivan Nikolaișvili – garda de corp a lui Djaparidze;
- Aram Kostandian – adjunct al comisarului poporului pentru agricultură;
- Solomon Bogdanov – membru al Sovietului militar revoluționar;
- Anatoli Bogdanov – funcționar;
- Isai Mișne – secretar al Sovietului militar revoluționar;
- Tatevos Amirov – comandant al unei unități de cavalerie, mambru al Dașnakțutiun[13]

## Demolarea  Memorialului celor 26 de comisari și reînhumarea lor
În ianuarie 2009, autoritățile din Baku au început demolarea Memorialului celor 26 de comisari.  Monumentul fusese înconjurat cu un gard despărțitor încă diniulie 2008. Rămășițele pământești ale comisarilor au fost reînhumate în cimitirul Hövsan pe 26 ianuarie,  ceremoniile religioase fiind conduse de clerici musulmani, evrei și creștini.
O serie de politicieni de stânga și comuniștii azeri au protestat împotriva demolării monumentului. Armenia s-a simțit lezată, opinia publică din această țară considerând că demolarea și reînhumarea comisarilor a fost motivată de dorința azerilor de îndepărta resturile pământești ale unor armeni înmormântați în centrul capitalei Baku (între cele două țări exista o stare tensionată datorită războiului din Nagorno-Karabah) . Un alt scandal a izbucnit în momentul în care presa azeră a publicat știri conform cărora, în timpul exhumării, au fost descoperite doar 21 de schelete, ceea ce ar fi presupus în opinia ziariștilor azeri că Shahumyan și alți patru armeni ar fi reușit să scape.. Această ultimă afirmație a fost respinsă de nepoata lui Shahumyan, Tatiana, care trăia în acel moment la Moscova, care, într-un interviu din ziarul Kommersant a spus că „Este imposibil să crezi că ei nu au fost înmormântați cu toții. există în arhive un film al înhumării celor 26 de trupuri. În plus fața de aceasta, bunica mea a fost prezentă la reînhumare”. 